# The Cult
The Cult és una banda de rock anglesa formada a Bradford, West Yorkshire el 1983. Abans d'establir el seu nom actual el gener de 1984, la banda va actuar sota el nom de Death Cult, que era una evolució del nom de l'anterior banda del vocalista principal Ian Astbury: Southern Death Cult. Van guanyar una bona colla de seguidors al Regne Unit a mitjans dels anys vuitanta com a grup de post-punk i rock gòtic, amb senzills com "She Sells Sanctuary", abans d'irrompre en el corrent majoritari als Estats Units a finals de la dècada de 1980 establint-se com a una banda de rock dur amb senzills com "Love Removal Machine". Des de la seva formació inicial l'any 1983, la banda ha tingut diverses formacions; els membres més antics són Astbury i el guitarrista Billy Duffy, que també són els dos principals compositors de la banda.
L'àlbum d'estudi de debut de The Cult, Dreamtime, va ser llançat l'any 1984 amb un èxit moderat, amb el seu senzill principal "Spiritwalker" aconseguint el número 1 de la llista indie del Regne Unit. El seu segon àlbum d'estudi, Love (1985), també va tenir èxit, arribant al número 4 del Regne Unit i incloent senzills com "She Sells Sanctuary" i "Rain". El tercer àlbum d'estudi de la banda, Electric (1987), els va llançar a nous nivells d'èxit, aconseguint també el número 4 al Regne Unit i arribant molt bé a altres territoris, i va generar els exitosos senzills "Love Removal Machine", "Lil' Devil". " i "Wild Flower". En aquell àlbum, els Cult van complementar el seu so post-punk amb hard rock; el poliment d'aquest nou so va ser facilitat pel productor Rick Rubin. Després de traslladar-se a Los Angeles, Califòrnia, on la banda ha tingut seu durant la resta de la seva carrera, The Cult va continuar l'experimentació musical d'Electric amb el seu àlbum d'estudi següent Sonic Temple (1989), que va marcar la seva primera col·laboració amb Bob Rock, que produiria diversos dels àlbums d'estudi posteriors de la banda. Sonic Temple va ser el seu àlbum d'estudi amb més èxit fins a aquest moment, entrant al Top 10 de les llistes del Regne Unit i dels EUA, i va incloure una de les cançons més populars de la banda "Fire Woman".
En el moment del seu cinquè àlbum d'estudi Ceremony (1991), les tensions i les diferències creatives van començar a aflorar entre els membres de la banda. Això va provocar que les sessions d'enregistrament de Ceremony es fessin sense una formació estable, deixant Astbury i Duffy com els dos únics membres oficials, i comptant amb el suport de músics de sessió al baix i la bateria. La tensió continuada s'havia mantingut durant els quatre anys següents, durant els quals van publicar un àlbum d'estudi més, The Cult (1994), i es van dissoldre el 1995. The Cult es va reformar el 1999 i va publicar el seu setè àlbum d'estudi Beyond Good and Evil dos anys després. El fracàs comercial de l'àlbum i la reaparició de les tensions van fer que la banda tornés a fer una pausa l'any 2002. Van reprendre l'activitat el 2006, i des de llavors han publicat quatre àlbums d'estudi més: Born into This (2007), Choice of Weapon (2012), Hidden City (2016) i Under the Midnight Sun (2022).

## Membres
Membres actuals
- Ian Astbury – veus principals, percussió, guitarra rítmica ocasional (1983–1995, 1999–2002, 2006–present)
- Billy Duffy – guitarra principal (1983–1995, 1999–2002, 2006–present)
- John Tempesta – bateria, percussió (Febrer 2006–present)
- Charlie Jones – baix, veus secundàries (Agost 2020–present)
- Mike Mangan – teclats, veus secundàries (2022–present)

## Discografia
- Dreamtime (1984)
- Love (1985)
- Electric (1987)
- Sonic Temple (1989)
- Ceremony (1991)
- The Cult (1994)
- Beyond Good and Evil (2001)
- Born into This (2007)
- Choice of Weapon (2012)
- Hidden City (2016)
- Under the Midnight Sun (2022)